# Rocky Graziano
Rocky Graziano (właściwie Thomas Rocco Barbella; ur. 1 stycznia 1919 w Nowym Jorku, zm. 22 maja 1990 tamże) – amerykański bokser, zawodowy mistrz świata w wadze średniej (1947-1948).
Rocky Graziano był synem pochodzącego z Brooklynu zawodowego boksera, który przekazał mu zamiłowanie do pięściarstwa. W wieku ośmiu lat zamieszkał z dziadkami w Second Avenue w pobliżu Houston. Tam poznał Sama Villę, znanego jako Houdini, który zapoznał go z grą w palanta, piłką nożną i ręczną, razem też weszli w konflikt z prawem. Za kradzieże trafił do więzienia i otrzymał nadzór kuratora dziecięcego. W 1939 roku za kradzież trafił na trzy miesiące do więzienia w Coxsackie, gdzie poznał swojego przyjaciela Jake’a LaMottę, a następnie do zakładu poprawczego w Nowym Jorku na pięć miesięcy.

## Kariera bokserska
Do boksu amatorskiego dostał się dzięki Eddiemu Coco. W 1939 roku wystartował w turnieju amatorskim pod pseudonimem Joe Giuliani. Po czterech walkach wystąpił w finale New York Metropolitan Amateur Athletic Union Boxing. Zdobył złoty medal.
Po przejściu na zawodowstwo stoczył 83 walki, z czego wygrał 67, w tym 52 przez nokaut. Stoczył trzy walki o mistrzostwo świata w wadze średniej z amerykańskim bokserem polskiego pochodzenia Tonym Zale'em (Antoni Florian Załęski). Pierwsza walka odbyła się 27 września 1946 roku i po kilku liczeniach z obu stron zakończyła się zwycięstwem broniącego tytułu Zale'a. 16 lipca 1947 roku doszło do rewanżu. Tym razem zwyciężył Rocky Graziano, nokautując przeciwnika i zdobywając tym samym mistrzostwo świata. Trzecia i ostatnia walka odbyła się 9 czerwca 1948 roku. Graziano został znokautowany i stracił tytuł.
Na podstawie pamiętników boksera nakręcono film Między linami ringu (1956) z Paulem Newmanem w roli Rocky’ego Graziano oraz Steve’em McQueenem i Robertem Loggią. Film otrzymał trzy Oscary, w tym za zdjęcia i scenografię. Graziano był żonaty z Normą Levine.
W 1991 roku został wprowadzony do Międzynarodowej Galerii Sław Boksu.